# Valea Coloniței, Criuleni
Valea Coloniței este un sat din cadrul comunei Dolinnoe din raionul Criuleni, Republica Moldova